# 크시슈토프 마이흐샤크

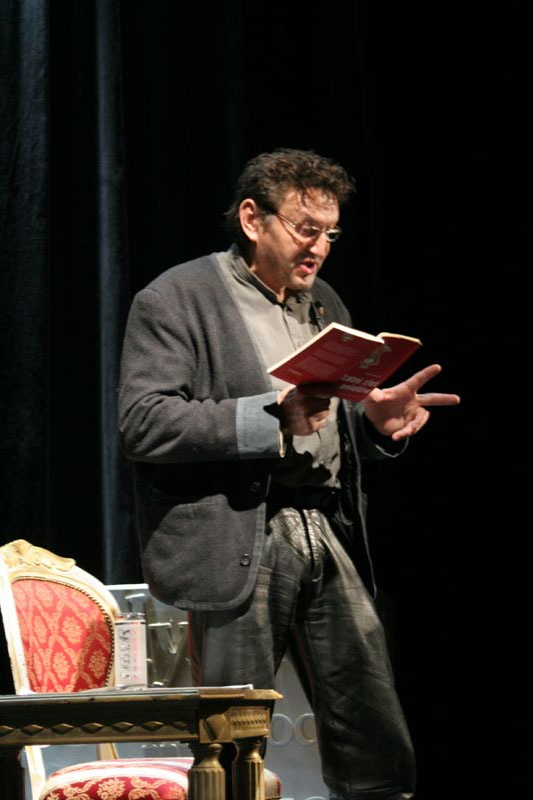
크시슈토프 마이흐샤크 (2008년 촬영)

크시슈토프 마이흐샤크(폴란드어: Krzysztof Majchrzak, 1948년 3월 2일 ~ )는 폴란드의 배우이다. 그단스크에서 태어났으며 2004년 폴란드 영화제에서 남우주연상(영화 《포르노그라피아》 출연)을 수상했다.

## 영화
- 린치 (2007년)
- 인랜드 엠파이어 (2006년)
- 포르노그라피아 (2003년)
- 웨어 에스키모스 리브 (2002년)
- 쿼바디스 도미네 (2001년)